# Signe Bāliņa
Signe Bāliņa (ur. 13 marca 1965 w Rydze) – łotewska ekonomistka, matematyk i wykładowczyni akademicka, w latach 2008–2009 minister.

## Życiorys
Absolwentka matematyki stosowanej na Uniwersytecie Łotwy. W 2002 doktoryzowała się z nauk ekonomicznych (w zakresie ekonometrii). W 1991 została wykładowczynią na macierzystej uczelni. W połowie lat 90. współtworzyła przedsiębiorstwo Datorzinību centrs, działające w branży IT.
Od maja 2008 do marca 2009 z rekomendacji Łotewskiego Związku Rolników sprawowała urząd ministra bez teki do spraw e-administracji w rządzie Ivarsa Godmanisa. W 2009 objęła funkcję prezesa łotewskiego stowarzyszenia technologii informacyjno-komunikacyjnych LIKTA.